# Mazu (Gemeinde)
Mazu (chinesisch 馬祖鄉 / 马祖乡, Pinyin Mǎzǔ Xiāng) ist eine Gemeinde im Kreis Lianjiang der bezirksfreien Stadt Fuzhou in der chinesischen Provinz Fujian. Mazu hat eine Fläche von 29,6 km² und Ende 2012 über 11.000 Einwohner.

## Politische Situation
Die „Gemeinde Mazu“ ist – über ihre Postleitzahl (350122206) und einen im Volkskongress des Kreises Lianjiang für sie freigehaltenen Sitz hinaus – reine Fiktion. Ihr Territorium ist identisch mit dem der Matsu-Inseln und damit auch mit dem Landkreis Lianjiang der Republik China. Der Landkreis Lianjiang untersteht der auf Kinmen angesiedelten Provinzverwaltung Fujian der Republik China auf Taiwan, d. h. die Volksrepublik China hat zu keinem Zeitpunkt jemals die Kontrolle über die „Gemeinde Mazu“ ausgeübt. Dieser Zustand ist eine Hinterlassenschaft des chinesischen Bürgerkriegs.

## Territorium
Die 36 Inseln und Inselchen der „Gemeinde Mazu“ teilen sich in drei Inselgruppen. Die zentrale Gruppe, bestehend u. a. aus Nangan, Beigan, Gaodeng und Liang, gehörte seit der frühen Republikzeit zum Kreis Lianjiang. Die südliche Gruppe, bestehend aus Xiju, Dongju und Yongliu gehörte ursprünglich zur Stadt Changle, die nördliche Gruppe, bestehend aus Dongyin und Xiyin ursprünglich zum Kreis Luoyuan. Die Regierung der Republik China gliederte sie 1956 offiziell dem Landkreis Lianjiang mit seiner Kreisverwaltung auf Nangan an. Diese immerhin die Grenzen von zwei Kreisen und einer kreisfreien Stadt der Provinz Fujian betreffende Gebietsreform wurde von der Volksrepublik China stillschweigend – und natürlich virtuell – nachvollzogen, so dass die fiktive „Gemeinde Mazu“ der Volksrepublik territorial wieder vollkommen identisch ist mit dem Landkreis Lianjiang der Republik China. Einzig die noch 1953 von der Volksbefreiungsarmee eroberte Insel Xiyang Dao (西洋岛), die zur zentralen Gruppe gehört, wurde danach von der Volksrepublik vom Kreis Lianjiang abgetrennt und dem Kreis Xiapu der Stadt Ningde angegliedert.
Koordinaten: 26° 10′ N, 119° 57′ O